# رود طراز
رود طَراز (به قزاقی: Талас өзені تالاس وزەنى، به قرقیزی: Талас дарыя تالاس دارىيا) نام رودخانه‌ای به طول ۶۶۲ کیلومتر است که از کشورهای قزاقستان و قرقیزستان می‌گذرد. رود طراز در شمال سیردریا واقع شده و میان سیردریا و رود چو  قرار دارد. این رود از میان شهر طراز قزاقستان می‌گذرد.
نبرد طراز که در سال ۷۵۱ میلادی در این محل رخ داد به نام این رودخانه نامیده شده است. این نبرد میان سپاهیان خلافت عباسیان و دودمانِ چینی تانگ - به فرماندهیِ امپراتور ژوانتسونگ - بر سر چیرگی بر درّهٔ فرغانه روی داد. در این نبرد، عباسیان پیروز شدند.
راهب دانشور و جهانگرد چینی، شوان‌زانگ، در خلال سفرهای خود از رود چویی به رود طراز رسید.